# Мора (Минесота)
Мора (енгл. Mora) град је у америчкој савезној држави Минесота.

## Демографија
По попису из 2010. године број становника је 3.571, што је 378 (11,8%) становника више него 2000. године.
| Група             | 2000.         | 2010.         |
| Белци             | 3.052 (95,6%) | 3.375 (94,5%) |
| Афроамериканци    | 9 (0,3%)      | 27 (0,8%)     |
| Азијати           | 6 (0,2%)      | 9 (0,3%)      |
| Хиспаноамериканци | 50 (1,6%)     | 79 (2,2%)     |
| Укупно            | 3.193         | 3.571         |